# خاندان شهرستانی
خاندان شهرستانی از خاندان‌های قدیمی و متنفذ اصفهان در دوره صفویه بود. این خاندان از نوادگان موسی بن جعفر بودند و در محله جی اصفهان زندگی می‌کردند و از آنجا که جی در اصفهان قدیم شهرستان خوانده می‌شد، به سادات شهرستانی شهرت یافته بودند. اعضای خاندان شهرستانی از دوران اسماعیل اول وارد دربار شدند. اولین چهره برجسته این خانواده صدرالدین اسماعیل میرشریف شهرستانی بود که مستوفی‌الممالک (وزیر دارایی) شد. پس از او این سمت به پسرش امیرابوالفتوح شهرستانی رسید که در دوران طهماسب اول ناظر عمارات شریفه (حرم معضومین و امامزادگان) بود. میرزا محمد، فرزند امیر ابوالفتوح هم سیدی فاضل، فقیه و صاحب فتوا بود و فتاوایش در میان فقهای عصر اعتبار خاصی داشت ولی هیچ گاه مناصب و مشاغل دولتی را نپذیرفت. پسر او امیر جلال الدین حسن، سومین صدر اعظم از هفت صدر اعظم عباس اول بود. نوادگان امیرجلال‌الدین اغلب در لباس علم بودند، از جمله میرزا روح‌الله شهرستانی (مقارن شاه سلطان حسین صفوی) و سید محمدمهدی شهرستانی که از علمای معروف کربلا در اواخر قرن دوازدهم بود.